# Мартынов, Иван Антонович
Иван Антонович Мартынов (2 декабря 1929, Орловский район, Центрально-Чернозёмная область — 13 апреля 2019, Москва) — советский и российский учёный, специалист в области динамики текстильных машин, доктор технических наук, профессор, ректор Московского текстильного института (1970—2002).

## Биография
Иван Антонович Мартынов родился 2  декабря 1929 года в селе Болотово Орловской области в крестьянской семье. По окончании семилетней школы поступил в Орловский техникум текстильного машиностроения, который окончил с отличием в 1950 году.
В 1955 году окончил Московский текстильный институт (МТИ) по специальности «Машины и аппараты текстильной и лёгкой промышленности».
В 1955—1958 годах — аспирант кафедры сопротивления материалов.
В 1958 году — защита кандидатской диссертации на соискание учёной степени кандидата технических наук.
В 1976 году — профессор кафедры сопротивления материалов.
В 1963—1966 годах — декан факультета текстильного машиностроения.
В 1967—1970 годах — проректор по учебной работе.
В 1970—2002 годах— ректор Московского текстильного Института (с 1999 Московский государственный текстильный университет им. А. Н. Косыгина).
В 2002 году — избран президентом университета.

## Научная деятельность
На посту ректора университета занимался расширением материально-технической базы университета, были открыты 2 проблемные и 12 отраслевых научных лабораторий.
Иван Антонович автор свыше 300 научных работ, 4 монографий, 10 патентов, подготовил 7 кандидатов технических наук.
Основными научными трудами, в которых  был автором или соавтором, являются:
- Элементы электротензометрии и примеры ее применения при исследовании ткацких станков: Учеб. пособие / И. А. Мартынов, В. С. Мазинов, Б. И. Корнев ; М-во высш. и сред. спец. образования СССР.  — Москва: 1973. — 67 с.
- Совершенствование пневморапирных ткацких станков / И. А. Мартынов, Б. И. Корнев, В. С. Мазинов, А. В. Мещеряков; под ред. И. А. Мартынова. — Москва: Лёгкая и пищевая промышленность, 1984. — 264 с.
- Приводные системы ткацких станков / И. А. Мартынов, Б. И. Корнев, А. В. Мещеряков и др.; под ред. И. А. Мартынова. — Москва: Легпромбытиздат, 1991. — 272 с.
- Машиностроение: энциклопедия в 40 т. Т. IV-13: Машины и агрегаты текстильной и лёгкой промышленности / И. А. Мартынов, А. Ф. Прошков, А. П. Яскин и др.; ред.-сост. И. А. Мартынов. — Москва: Машиностроение, 1997. — 608 с.
- Страницы истории / И. А. Мартынов. — Москва: МГТА им. А. Н. Косыгина, 1999. — 108 с.
- Компьютерные технологии в образовательной и научной деятельности: [Сб. науч. тр.] / М-во образования Рос. Федерации. [Редкол.: Мартынов И.А. и др.]. — Москва: Моск. гос. текстил. ун-т, 2001. — 168 с.
- Динамика приводов ткацких машин: [Монография] / И. А. Мартынов, А. В. Мещеряков, Б. И. Корнев. — Москва: Моск. гос. текстил. ун-т им. А. Н. Косыгина, 2002 (ГУП Смол. обл. тип. им. В.И. Смирнова). — 351 с.; ISBN 5-8196-0027-4

## Награды и звания
- Премия Совета министров СССР в области строительства за расширение комплексов и общежитий университета[1];
- Орден Знак почёта;
- Орден Трудового Красного Знамени;
- Орден Дружбы народов;
- Орден Октябрьской Революции;
- Орден За заслуги перед Отечеством;
- Заслуженный работник высшей школы Российской Федерации;
- Почётный доктор Высшей школы машиностроения Либерец (Чехословакия);
- Почётный доктор Лодзинского политехнического института (Польша);
- Почётный доктор Технического университета Карл-Маркс-Штадт (ныне Хемниц, Германия);
- Почётный доктор Текстильного института Ивановского государственного политехнического университета (ИГТА);
- Почётный доктор Санкт-Петербургского государственного университета промышленных технологий и дизайна (СПГУПТиД)[1].